# 円谷皐追悼盤 素敵な出逢いを有難う
『円谷皐追悼盤 素敵な出逢いを有難う』（つぶらやのぼるついとうばん すてきなであいをありがとう）は、1995年11月21日に発売された円谷皐の追悼アルバム。

## 概要
歌手として自ら歌った曲のすべてと、作詞家「谷のぼる」としての代表作をまとめたアルバムである。
ライナーノーツには、総勢13名の関係者が追悼のコメントを寄稿している。

## 収録曲
| #         | タイトル                                                            | 作詞      | 作曲      | 編曲      | 歌                                            |       |
| --------- | ------------------------------------------------------------------- | --------- | --------- | --------- | --------------------------------------------- | ----- |
| 1.        | 「素敵な出逢いを有難う」                                            | 池田充男  | 鶴岡雅義  | 風戸慎介  | 円谷皐                                        |       |
| 2.        | 「銀色の少年」                                                      | 伊藤薫    | 伊藤薫    | 若草恵    | 円谷皐                                        |       |
| 3.        | 「風の挽歌」                                                        | 伊藤薫    | 伊藤薫    | 若草恵    | 円谷皐                                        |       |
| 4.        | 「和倉のひとよ」                                                    | 池田充男  | 鶴岡雅義  | 佐伯亮    | 円谷皐                                        |       |
| 5.        | 「夜霧のエアポート」                                                | 池田充男  | 鶴岡雅義  | 佐伯亮    | 円谷皐                                        |       |
| 6.        | 「生きてる限り」                                                    | 池田充男  | 鶴岡雅義  | 風戸慎介  | 円谷皐                                        |       |
| 7.        | 「ウルトラマン物語」                                                | 谷のぼる  | 冬木透    | 風戸慎介  | 円谷皐、水木一郎 コーラス：玉川静、種村ゆき枝 |       |
| 8.        | 「明日に……」                                                        | 谷のぼる  | 谷のぼる  | 高田弘    | 富山敬                                        |       |
| 9.        | 「ウルトラマン物語〜星の伝説〜」                                    | 谷のぼる  | 菊池俊輔  | 菊池俊輔  | 水木一郎、こおろぎ'73                         |       |
| 10.       | 「ウルトラの星」                                                    | 谷のぼる  | 冬木透    | 冬木透    | コロムビアゆりかご会                          |       |
| 11.       | 「ウルトラ・愛の鐘」                                                | 谷のぼる  | 冬木透    | 冬木透    | 水木一郎、コロムビアゆりかご会                |       |
| 12.       | 「キッズのチャチャチャ」                                            | 谷のぼる  | 菊池俊輔  | 菊池俊輔  | 山田恭子、コロムビアゆりかご会                |       |
| 13.       | 「ULTRAMAN LOVE FOR CHILDREN」                                      | 京本政樹  | 日野皓正  | 風戸慎介  | ウルトラ合唱隊 コーラス：森の木児童合唱団     |       |
| 14.       | 「ウルトラマン物語〜LIVE VERSION〜」                                | 谷のぼる  | 冬木透    | 冬木透    | 円谷皐、ウルトラマン合唱団、ピトレスク        |       |
| 15.       | 「銀色の少年〜LIVE VERSION〜」                                      | 伊藤薫    | 伊藤薫    | 風戸慎介  | 円谷皐、ウルトラマン合唱団、ピトレスク        |       |
| 16.       | 「恋ってなんだろう」(Licensed by FUN HOUCE Inc.)                    | 藤公之介  | 若草恵    | 若草恵    | 円谷皐、ナディア・ギフォード                  |       |
| 17.       | 「夢へようこそ -Welcome to the dream-」(Licensed by FUN HOUSE Inc.) | 伊藤薫    | 伊藤薫    | 若草恵    | 円谷皐                                        |       |
| 合計時間: | 合計時間:                                                           | 合計時間: | 合計時間: | 合計時間: | 合計時間:                                     | 66:15 |

## 曲解説
1. 素敵な出逢いを有難う
歌手デビュー曲。本来は石原裕次郎に提供されるはずだったが、裕次郎の死去によって発表の機会を失っていたもの。
2. 銀色の少年
2ndシングル。円谷プロダクション制作の映画『勝利者たち』の主題歌である。
3. 風の晩夏
「銀色の少年」のc/w。
4. 和倉のひとよ
3rdシングル。
5. 夜霧のエアポート
「和倉のひとよ」のc/w。
6. 生きてる限り
「素敵な出逢いを有難う」のc/w。
7. ウルトラマン物語
15枚組限定盤『TSUBURAYA PRODUCTION HISTORY OF MUSIC』のために歌われたもの。元は映画『ウルトラマン怪獣大決戦』の主題歌で、原曲では「ウルトラマンジョーニアス」と歌われていた部分が本バージョンでは「ウルトラマングレート」に変更されている。
8. 明日に……
アニメ『ザ☆ウルトラマン』挿入歌。本曲では作曲も行っている。
9. ウルトラマン物語〜星の伝説〜
映画『ウルトラマン物語』主題歌。
10. ウルトラの星
『ザ☆ウルトラマン』挿入歌。
11. ウルトラ・愛の鐘
『ウルトラマン怪獣大決戦』主題歌。
12. キッズのチャチャチャ
アニメ『ウルトラマンキッズのことわざ物語』主題歌。映画『ウルトラマンキッズ M7.8星のゆかいな仲間』の主題歌を歌い直したもので、歌詞の中に登場する「星」という単語の読み方が映画用と異なっている。
13. ULTRAMAN LOVE FOR CHILDREN
チャリティーソング。「ウルトラ合唱隊」には円谷皐のほか、歌手や俳優など錚々たる顔ぶれが揃っている。
『ウルトラマンティガ』第49話の劇中ではビッグバンド調で演奏したインストゥルメンタル版が円谷プロ本社の社内BGMとして使用されている。
14. ウルトラマン物語〜LIVE VERSION〜
円谷プロ創立30周年記念「ULTRAMAN SYMPHONY CONCERT」で歌われたバージョン。
15. 銀色の少年〜LIVE VERSION〜～
「ULTRAMAN SYMPHONY CONCERT」で歌われたバージョン。
16. 恋ってなんだろう
最後の歌唱となったシングル。円谷プロ企業CMイメージソング。
17. 夢へようこそ -Welcome to the dream-
「恋ってなんだろう」のc/w。「銀色の少年」の歌詞とアレンジを変更して歌ったもの。